# Callionima grisescens
Callionima grisescens (Rotschild, 1894) è un lepidottero appartenente alla famiglia Sphingidae, diffuso in America Meridionale.

## Descrizione

### Adulto
La specie ha taglia ridotta, paragonabile a C. pan neivai, e mostra un dimorfismo non necessariamente legato al sesso: l'ala anteriore può essere di una tonalità blu-grigiastra palida, oppure arancio-rossastra, e nel secondo caso ricorda abbastanza C. calliomenae, anche se le dimensioni sono più ridotte. Il dimorfismo interessa anche la colorazione del torace e dell'addome, che possono essere tendenti all'arancione-rossiccio, oppure al grigio-bruno. L'apice dell'ala anteriore è appuntito, come in C. acuta. Il margine esterno non è dentellato, se non lievemente, e la concavità sotto l'apice non è molto pronunciata (D'Abrera, 1986).

L'ala posteriore è abbastanza invariata nelle due forme sopra descritte, e può essere paragonata a quella di C. falcifera e C. parce (D'Abrera, 1986).

Nel genitale maschile l'uncus ha larghezza doppia rispetto alla lunghezza, con bordi ricurvi, apice sinuoso, lobi molto corti, e vestigia di un lobo mediano. Lo gnathos è compreso nell'uncus e diviso in due lunghi e sottili processi, giacenti lungo la superficie interna dell'uncus.
L'apertura alare è di circa 56 mm.

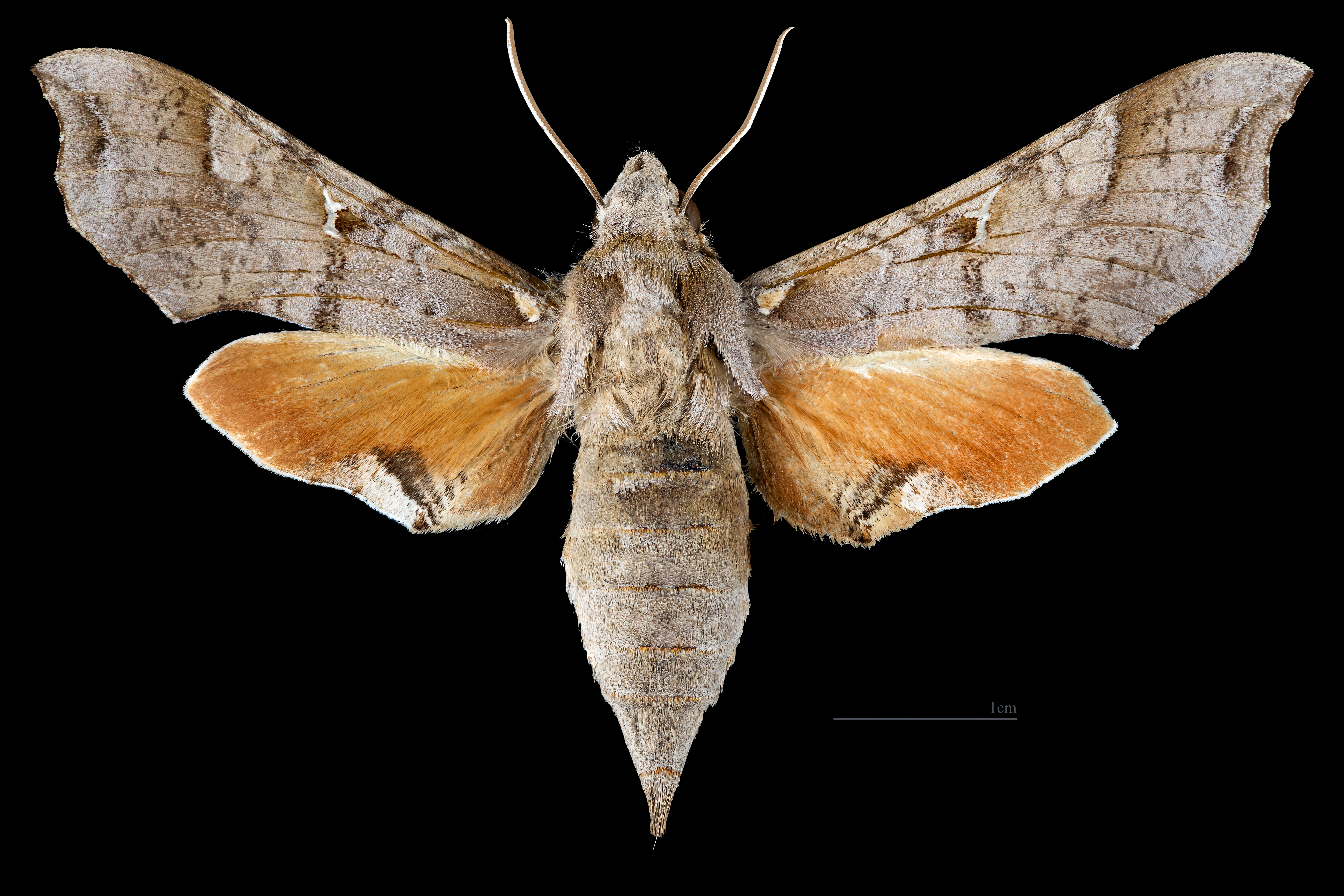
Callionima grisescens ♀
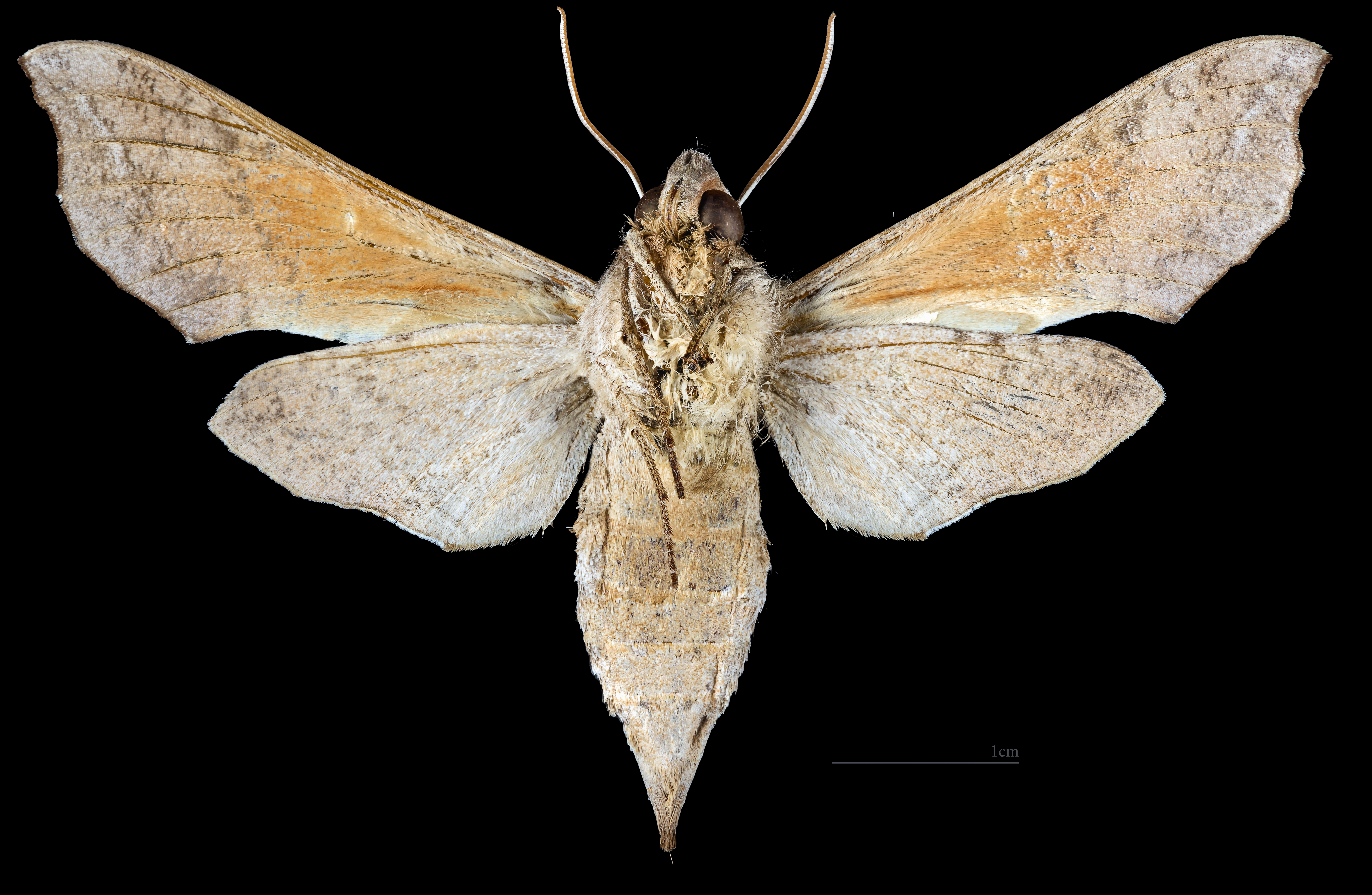
Callionima grisescens  ♀ △

### Larva
Dati non disponibili.

### Pupa
I bruchi si impupano negli strati superficiali della lettiera di foglie del sottobosco.

## Distribuzione e habitat
L'areale di questa specie comprende Argentina (Catamarca, Córdoba, Chaco, Jujuy, La Rioja, Misiones, Salta, San Luis, Santiago del Estero, Tucuman), Paraguay (Alto Paraguay, Boquerón, Presidente Hayes, Concepción, Central, Cordillera, Paraguarí, Guairá, Alto Paraná, e probabilmente Amambay, San Pedro, Canindeyú, Caaguazú, Itapúa), Bolivia (Santa Cruz, La Paz e probabilmente Cochabamba, Chuquisaca, Potosí, Tarija), Brasile (Mato Grosso do Sul, Rio de Janeiro e probabilmente Paraná e San Paolo).

## Biologia
Durante l'accoppiamento, le femmine richiamano i maschi grazie ad un feromone rilasciato da una ghiandola, posta all'estremità addominale.

### Periodo di volo
La specie è multivoltina, con due-tre generazioni l'anno tra maggio e dicembre.

### Alimentazione
Dati non disponibili.

## Tassonomia

### Sottospecie
Sono state descritte due sottospecie (Kitching & Cadiou, 2000):
- Callionima grisescens grisescens (Rothschild, 1894) - Locus typicus: Argentina.
- Callionima grisescens elegans (Gehlen, 1935) - Locus typicus: Brasile nordorientale.

La sottospecie C. g. elegans non è universalmente accettata, ed è stata descritta da Gehlen nel 1935 come Hemeroplanes grisescens elegans.

### Sinonimi
È stato riportato un solo sinonimo:
- Calliomma grisescens Rothschild, 1894